# Montemagno Monferrato
Montemagno Monferrato je mesto v Italiji, 18 km severovzhodno od Asti, ustanovljen okoli leta 1000. Ima 1.120 prebivalcev.

## Rojeni v Montemagno Monferrato
- Luigi Giuseppe Lasagna (*1850-†1895) rimskokatoliški duhovnik, salezijanski misijonar v Braziliji in naslovni škof škofije Oea